# Tim Van Laere Gallery

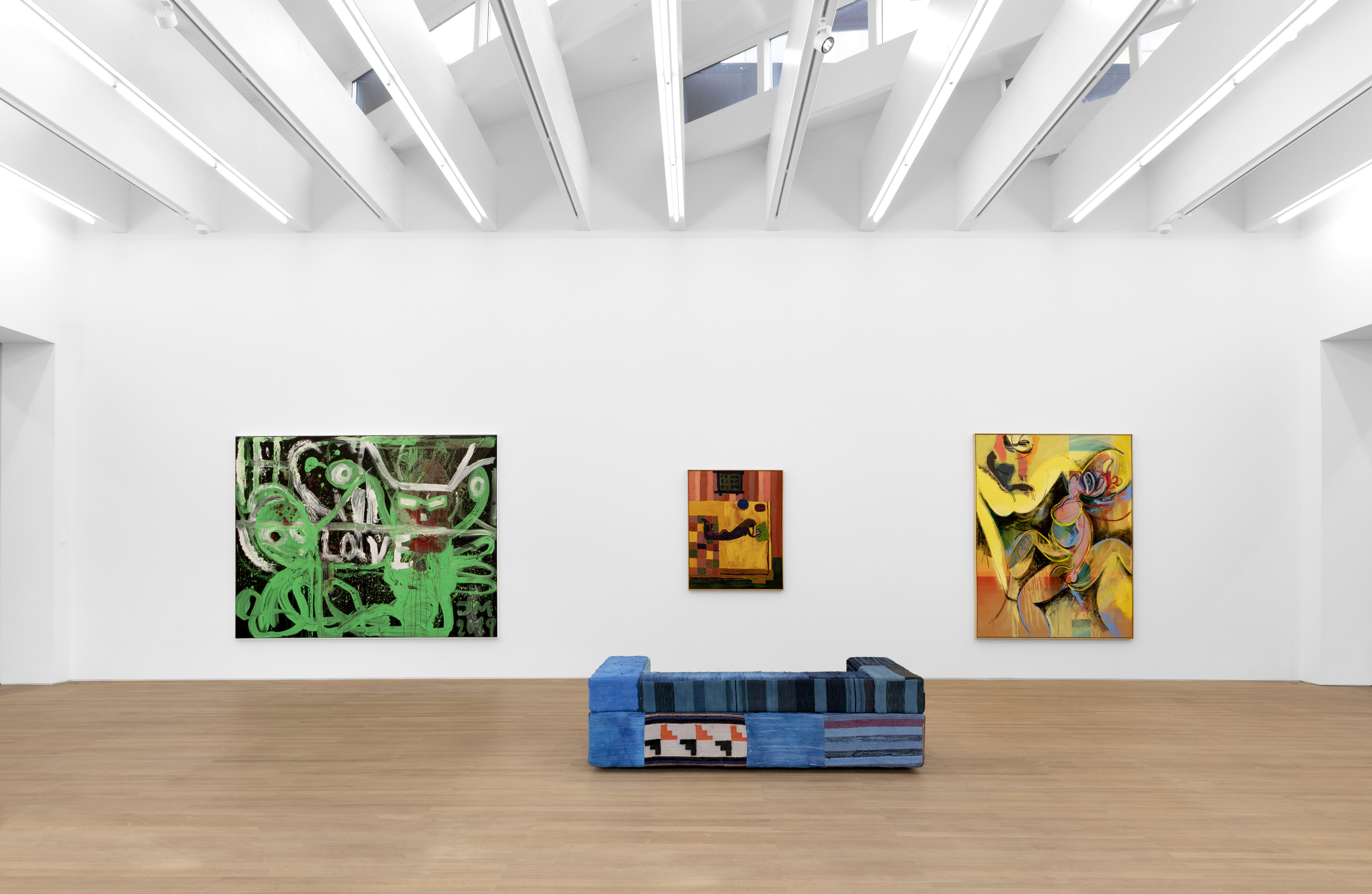

Tim Van Laere Gallery werd in 1997 in Antwerpen opgericht door Tim Van Laere. De galerie vertegenwoordigt verschillende type media, waardoor beeldhouwkunst, schilderkunst, video, installatie en fotografie. De galerie vertegenwoordigt internationale hedendaagse kunstenaars zoals Jonathan Meese, Adrian Ghenie, Franz West, Gelitin en opkomende Belgische kunstenaars zoals Bram Demunter, Kati Heck, Ben Sledsens en Rinus Van de Velde. De galerie organiseert 6 tentoonstellingen per jaar en werkt samen met tal van musea voor hedendaagse kunst en instituten.
In april 2019 is de galerij verhuisd naar een gebouw van 1000 m² dat speciaal is ontworpen voor de galerij door architecten OFFICE Kersten Geers David Van Severen.

## Tentoonstellingen (selectie)
- SponTan, Franz West, 2006
- Atelier Van Lieshout, 2009
- Peter Rogiers, 2010
- Kati Heck, 2011
- Portray, o.a. Vivian Maier, Pablo Picasso, Armen Eloyan en Tal R, 2014 [1]
- We will begin by drawing, we shall continue to draw, and then we shall draw some more, o.a. Georg Baselitz en James Ensor, 2015
- Rinus Van de Velde, 2017 [2]
- Where is the Madness that You Promised Me, Friedrich Kunath, 2018 [3]

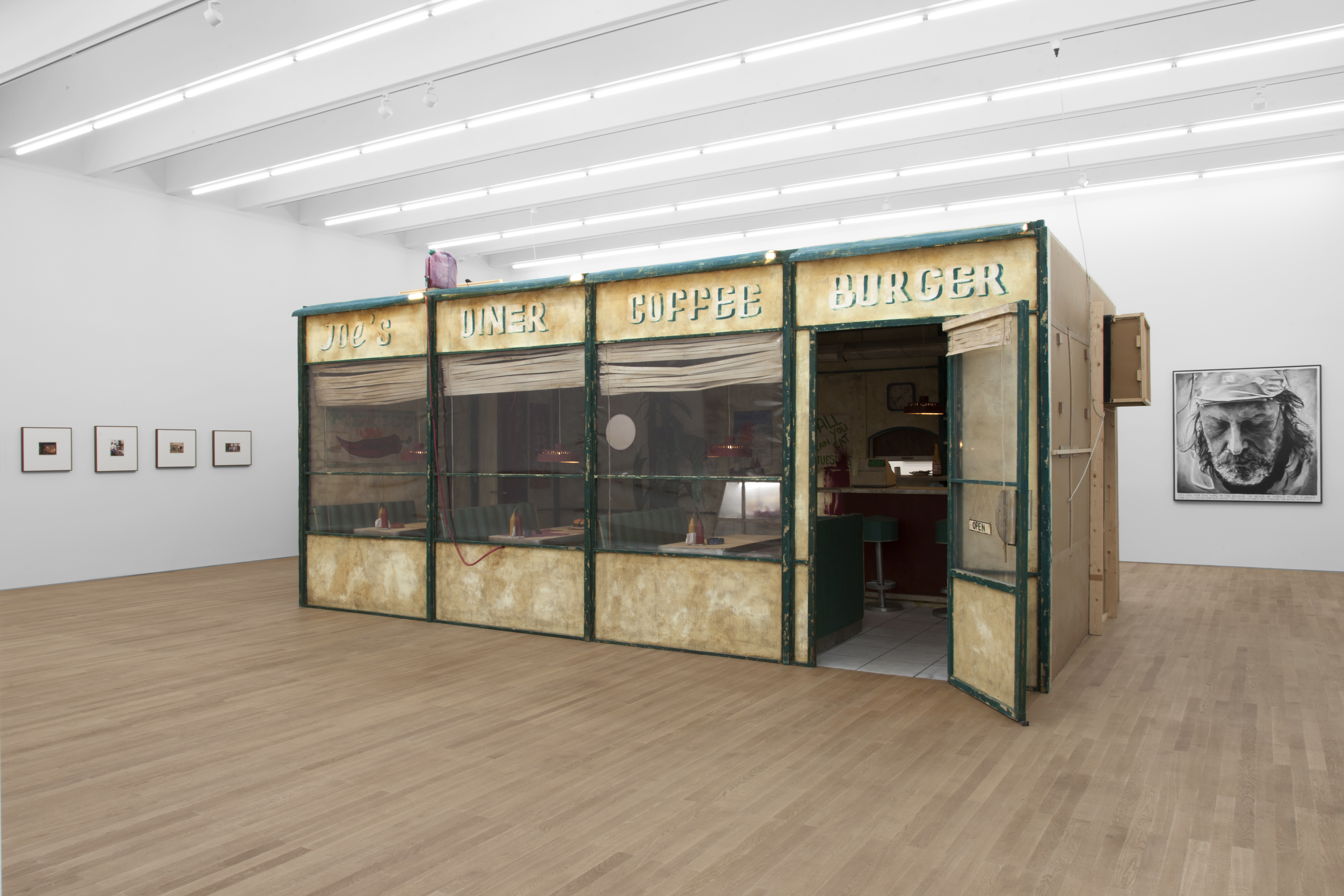

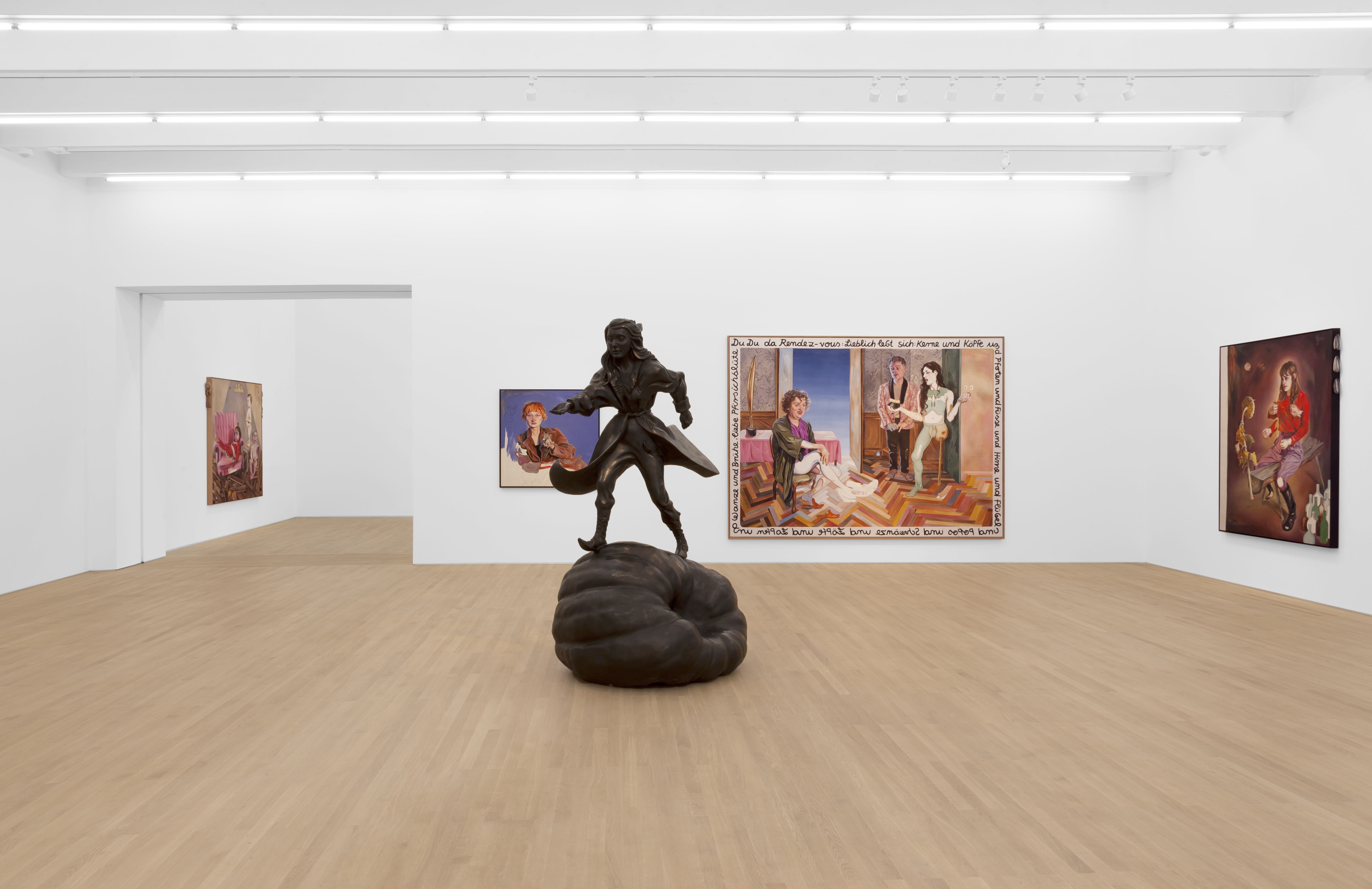

## Kunstenaars (selectie)
- Gelitin
- Kati Heck
- Jonathan Meese
- Peter Rogiers
- Ed Templeton
- Dennis Tyfus
- Rinus Van de Velde
- Henk Visch
- Franz West